# Prîvillea (Adjamka), Kirovohrad
Prîvillea (în ucraineană Привілля) este un sat în comuna Adjamka din raionul Kirovohrad, regiunea Kirovohrad, Ucraina.

## Demografie
Componența lingvistică a localității Prîvillea
     Ucraineană (94,59%)
     Rusă (5,41%)
Conform recensământului din 2001, majoritatea populației localității Prîvillea era vorbitoare de ucraineană (94,59%), existând în minoritate și vorbitori de rusă (5,41%).